# Julius Kampitsch
Julius Kampitsch (* 19. September 1900 in Payerbach; † 14. Mai 1974 in Wien) war ein österreichischer Hotelbesitzer und Politiker.

## Leben
Julius Kampitsch besuchte das Gymnasium in Seitenstetten. Er war Besitzer eines Hotels in Payerbach und politisch in der Großdeutschen Volkspartei aktiv. Ab 1927 war er für den Steirischen Heimatschutz im niederösterreichischen Industrie- und Semmeringgebiet tätig, 1930 wurde er Landesleiter des Heimatschutzes in Niederösterreich. Vom 1. Juli 1932 bis zum 2. Mai 1934 war er Abgeordneter des Heimatblocks im österreichischen Nationalrat (IV. Gesetzgebungsperiode).
Im Ständestaat war er von 1934 bis 1938 Abgeordneter zum Landtag von Niederösterreich und Landesrat für Fremdenverkehr, Gewerbe und Verkehr. Er war auch Vizepräsident des Österreichischen Gewerbebundes und Bundesinnungsmeister des Gastgewerbes. Im Jahr 1937 wurde seine Mitarbeit in der NSDAP öffentlich bekannt, Bundeskanzler Schuschnigg verhinderte jedoch seine Entlassung aus der Landesregierung. Kampitsch übernahm am 11. März 1938 auf Befehl des Gauleiters kommissarisch das Amt des Landeshauptmanns und übergab dieses am 12. März 1938 an den Gauleiter Roman Jäger. Am 28. Mai 1938 beantragte er die Aufnahme in die NSDAP und wurde rückwirkend zum 1. Mai desselben Jahres aufgenommen (Mitgliedsnummer 6.293.289). Bis August 1938 war er Landesstatthalter. Kampitsch musste sich später einem Parteiverfahren stellen, wurde aber 1942 rehabilitiert.
Nach Ende des Zweiten Weltkriegs wurde er 1946 in einem Volksgerichtsprozeß zu 20 Jahren Kerker verurteilt. 1949 wurde er jedoch begnadigt und nach einem Jahr Verwahrungshaft freigelassen. Im Jahr 1951 wurde er Sekretär der Handelskammer.